# Michio Kaku
Michio Kaku (em japonês 加來 道雄) (São José, 24 de janeiro de 1947) é um físico teórico estadunidense. É professor e co-criador da teoria de campos de corda, um ramo da teoria das cordas, que viria para ajudar na explicação da chamada Teoria de tudo, buscada por diversos físicos ao longo da nossa história, incluindo Albert Einstein. Michio Kaku defende a existência de universos paralelos.
O físico é popular por transformar temas extremamente técnicos de forma que possam ser compreendidos com maior facilidade.

## Biografia
Kaku formou-se como bacharel (summa cum laude) na Universidade de Harvard em 1968, quando ele foi primeiro em sua turma de física. Em 1972, dirigiu-se ao Berkeley Radiation Laboratory na Universidade de Berkeley para receber o PhD. Em 1973, tornou-se membro da Universidade de Princeton. E atualmente ele é professor da City University of New York. Autor de vários artigos técnicos envolvendo a teoria das cordas, a supergravidade, supersimetria e hádrons; seus estudos atualmente se concentram na Teoria de tudo.
É autor de vários livros de divulgação científica, e também fez várias participações em programas de televisão explicando os conceitos mais "esotéricos" da física moderna. Atualmente apresenta três programas no Discovery Channel: A Física do Impossível, Como Funciona o Universo e O Mundo do Futuro.
O físico, em seus estudos, defende a existência de universos paralelos.